# 世界発明物語
世界発明物語（せかいはつめいものがたり）とは、1992年8月12日から12月23日までNHK教育テレビの「6時だ!ETV」で放送された教養番組である。

## 概要
「6時だ!ETV」の夏休み特別編成で放送開始した。9月より毎週金曜日 18:00 - 18:25に放送した。
タイトル通り、主に世界の発明品についてその経緯や概要などを取り上げている。また、実際にアメリカのスミソニアン博物館を訪れ特集を組んだ。

## 放送一覧
- 1992年8月12日 - 博物館デジタル録音&アマチュア発明コンテスト
- 1992年8月14日 - アメリカ・スミソニアン博物館 街の発明家&暗号作戦
- 1992年8月18日 - アメリカ・スミソニアン博物館 お手伝いロボット&ネズミ取り器
- 1992年8月19日 - アメリカ・スミソニアン博物館 合成繊維&しゃべるコンピューター
- 1992年8月21日 - アメリカ・スミソニアン博物館 エレキギター&エレベーター
- 1992年9月4日 - アメリカ・スミソニアン博物館 空飛ぶ自動車&コンピューターグラフィックス
- 1992年9月11日 - アメリカ・スミソニアン博物館 人工衛星&電話
- 1992年9月18日 - アメリカ・スミソニアン博物館 ソーラーカー&ダビンチの発明
- 1992年9月25日 - アメリカ・スミソニアン博物館 食用油燃料&シャンパン
- 1992年10月2日 - アメリカ・スミソニアン博物館 宙に浮く電車&ブラジャー
- 1992年10月9日 - アメリカ・スミソニアン博物館 高品位テレビ&テレビの発明
- 1992年10月16日 - アメリカ・スミソニアン博物館 スーパー楽器&バクテリア燃料
- 1992年10月23日 - アメリカ・スミソニアン博物館 アクリル潜水艇&エコモービル
- 1992年10月30日 - アメリカ・スミソニアン博物館 カーブボール&レースカメラ
- 1992年11月13日 - 「流出原油の処理法&土に還るゴルフティー」
- 1992年11月20日 - アメリカ・スミソニアン博物館 レーザーで古美術修復&ハイテク運動機器
- 1992年11月27日 - アメリカ・スミソニアン博物館 巨大望遠鏡&ジェットコースター
- 1992年12月4日 - アメリカ・スミソニアン博物館 テレビゲーム&爆発アート
- 1992年12月21日 - アメリカ・スミソニアン博物館 中古ロケット再利用&ジェットエンジン開発史
- 1992年12月23日 - アメリカ・スミソニアン博物館 頭のいい家&スロットマシン